# Franco Di Giacomo
Franco Di Giacomo (Amatrice, 18 settembre 1932 – Roma, 30 aprile 2016) è stato un direttore della fotografia italiano.

## Biografia
Ha partecipato a più di ottanta film in sessant'anni di attività, collaborando con registi come i fratelli Taviani, Marco Bellocchio, Nanni Moretti, Ettore Scola e Bernardo Bertolucci.
Anche insegnante di Fotografia per il Cinema presso l'Accademia del Cinema ACT Multimedia di Cinecittà, è morto il 30 aprile 2016 nella frazione romana di Acilia

## Filmografia parziale
- Strategia del ragno, regia di Bernardo Bertolucci (1970)
- Uccidete il vitello grasso e arrostitelo, regia di Salvatore Samperi (1970)
- 4 mosche di velluto grigio, regia di Dario Argento (1971)
- Un'anguilla da 300 milioni, regia di Salvatore Samperi (1971)
- Nel nome del padre, regia di Marco Bellocchio (1972)
- Chi l'ha vista morire?, regia di Aldo Lado (1972)
- La Tosca, regia di Luigi Magni (1973)
- Polvere di stelle, regia di Alberto Sordi (1973)
- La nottata, regia di Tonino Cervi (1974)
- L'anatra all'arancia, regia di Luciano Salce (1975)
- Marcia trionfale, regia di Marco Bellocchio (1976)
- ...e tanta paura, regia di Paolo Cavara (1976)
- La stanza del vescovo, regia di Dino Risi (1977)
- Amori miei, regia di Steno (1978)
- Lo chiamavano Bulldozer, regia di Michele Lupo (1978)
- Il prato, regia di Paolo e Vittorio Taviani (1979)
- Uno sceriffo extraterrestre... poco extra e molto terrestre, regia di Michele Lupo (1979)
- Chissà perché... capitano tutte a me, regia di Michele Lupo (1980)
- Sogni d'oro, regia di Nanni Moretti (1981)
- Occhio alla penna, regia di  Michele Lupo (1981)
- La notte di San Lorenzo, regia di Paolo e Vittorio Taviani (1982)
- Amityville Possession, regia di Damiano Damiani (1982)
- Bonnie e Clyde all'italiana, regia di Steno (1983)
- La messa è finita, regia di Nanni Moretti (1985)
- L'inchiesta, regia di Damiano Damiani (1986)
- Oci ciornie, regia di Nikita Michalkov (1987)
- Un ragazzo di Calabria, regia di Luigi Comencini (1987)
- Domani accadrà, regia di Daniele Luchetti (1988)
- 'o Re, regia di Luigi Magni (1989)
- Rossini! Rossini!, regia di Mario Monicelli (1991)
- Parenti serpenti, regia di Mario Monicelli (1992)
- Arriva la bufera, regia di Daniele Luchetti (1993)
- Il postino, regia di Michael Radford (1994)
- Romanzo di un giovane povero, regia di Ettore Scola (1995)
- I magi randagi, regia di Sergio Citti (1996)
- Ultimo bersaglio, regia di Andrea Frezza (1996)
- Nostromo (Joseph Conrad's Nostromo), regia di Alastair Reid – miniserie TV (1996)
- Santo Stefano, regia di Angelo Pasquini (1997)
- La cena, regia di Ettore Scola (1998)
- Resurrezione, regia di Paolo e Vittorio Taviani – miniserie TV (2001)
- Concorrenza sleale, regia di Ettore Scola (2001)
- Gente di Roma, regia di Ettore Scola (2003)
- The Accidental Detective, regia di Vanna Paoli (2003)
- Andata e ritorno, regia di Alessandro Paci (2003)
- Luisa Sanfelice, regia di Paolo e Vittorio Taviani – miniserie TV (2004)